# Milly van Stiphout-Croonenberg

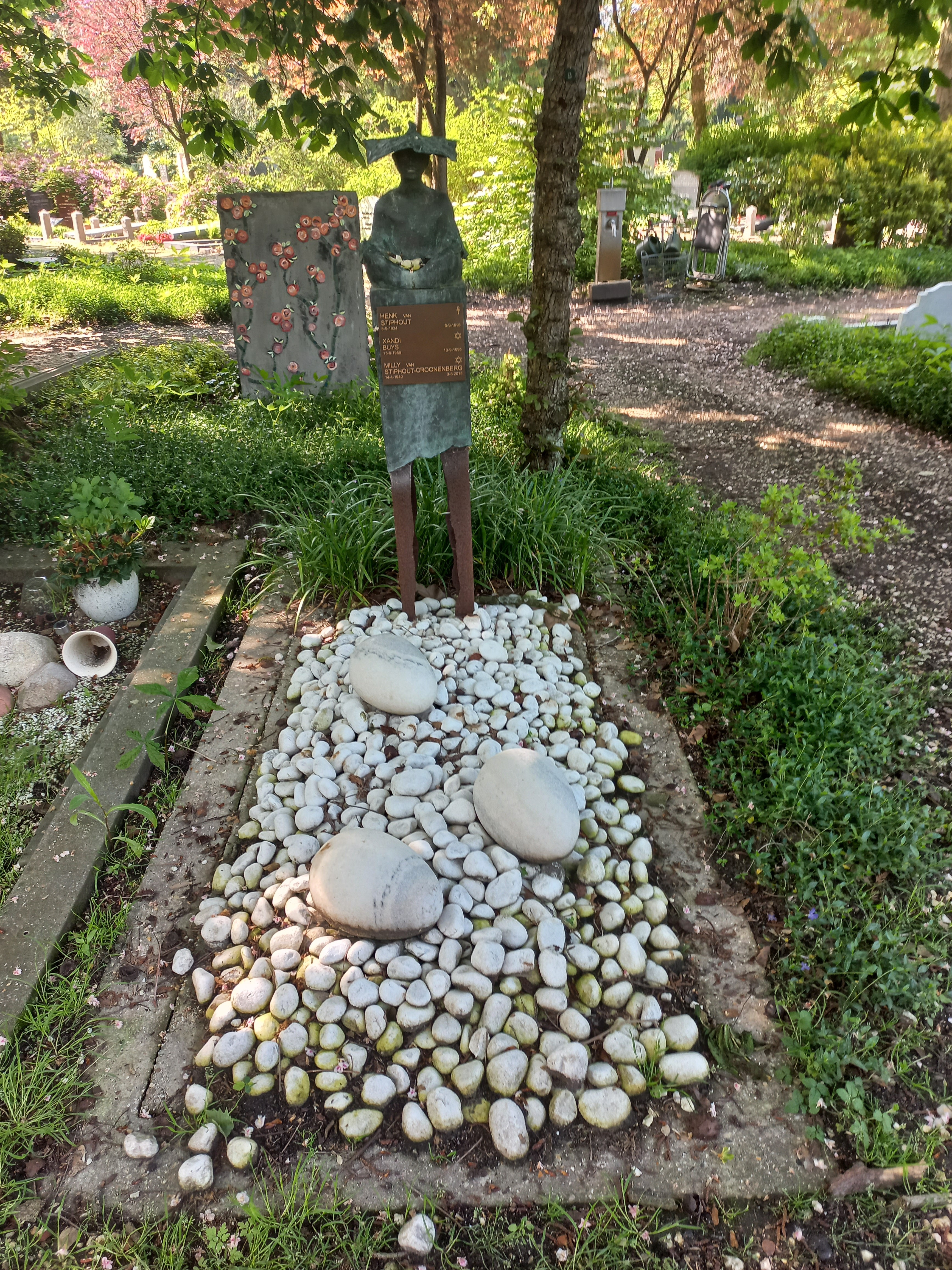
Graf Henk, Milly en Xandi (mei 2023)

Milly van Stiphout-Croonenberg, (Amsterdam, 14 april 1940 - 3 augustus 2018) was een Nederlands bestuurder. Zij was jarenlang voorzitter van de Stichting Het Parool. 
Eerder was zij PvdA-wethouder in Soest, lid van Provinciale Staten van Utrecht, bestuurslid van de VARA en van het krantenconcern PCM Uitgevers. In 2003 speelde zij een sleutelrol bij de overgang van Het Parool naar de Persgroep. Croonenberg was van Joodse origine.
Haar geboorte enkele weken voorafgaande aan de Duitse bezetting had grote impact op haar vroege jeugd. Haar vader werd in 1945 omgebracht in Buchenwald, waarna zij opgroeide in een pleeggezin. 
Persoonlijk leed trof haar opnieuw in de zomer van 1995, toen in één week haar man Henk van Stiphout overleed aan een hartaanval en haar zoon Xandi aan Aids. Haar reactie: "Dat is niet zielig of zo, dat is een feit" was tekenend voor haar weerzin tegen persoonlijk beklag, toen en ook later.

## Carrière
Van Stiphout-Croonenberg was van 1978 tot 1982 wethouder voor de Partij van de Arbeid in de gemeente Soest. Daarna was zij van 1978 tot 1982 voor dezelfde partij lid van de Provinciale Staten van de provincie Utrecht. Ze maakte als producent ook televisieprogramma's. Bovenal was ze een hoeder van de krant Het Parool.
Als voorzitter van de Stichting Het Parool zag ze erop toe dat 'de ideële kanten' van het krantenbedrijf waarvan Het Parool, maar ook de Volkskrant en Trouw onderdeel waren, niet verloren gingen. De stichting bewaakte de identiteit van de krant, maar ook de pluriformiteit van de pers. "In de oorlog zijn mensen gestorven voor Het Parool, en dat is niet voor niets geweest," was haar motto. Die geschiedenis was altijd in haar gedachten als grote besluiten moesten worden genomen. Een krantenuitgever was volgens haar "niet te vergelijken met een koekfabriek'. In 2003 stapte Het Parool uit het uitgeversconcern PCM, dat daarna op zichzelf kwam te staan. 
Toenmalig hoofdredacteur Erik van Gruijthuijsen en adjunct-hoofdredacteur Frits Campagne streden met Van Stiphout voor verzelfstandiging van de krant, die PCM had willen opheffen. Die verzelfstandiging lukte, tegen de verwachting van velen. Hoewel ze formeel was teruggetreden als voorzitter van de Stichting Het Parool en ze worstelde met haar gezondheid, bleef Van Stiphout nauw aan de krant verbonden. Ronald Ockhuysen, hoofdredacteur van Het Parool: "Milly was niet alleen de spil tijdens de doorstart van Het Parool in 2003, maar bleef belangrijk als aanjager van de redactie. We spraken elkaar met regelmaat en dan hamerde ze op de waarde en kracht van onafhankelijke, onderzoekende journalistiek en op het ontwikkelen en houden van een herkenbare, dwingende identiteit. Ze was onze trouwste lezer en onze grootste criticaster."
Milly van Stiphout behoorde in 2010 tot de initiatiefgroep "Uit Vrije Wil", die een vervolg kreeg in het Burgerinitiatief Voltooid Leven.
Van Stiphout overleed op 3 augustus 2018 vredig in haar slaap. Henk, Milly en Xandi kregen een "familiegraf" op Zorgvlied.